# Orlando City Soccer Club (USL)
El Orlando City Soccer Club fue un equipo de fútbol de Estados Unidos de la Orlando, Florida. Fue fundado en el año 2010 y jugó en la USL Professional Division, la tercera división del fútbol estadounidense, hasta septiembre de 2014. Desde la temporada 2015, el equipo compite en la Major League Soccer como una nueva entidad, aunque manteniendo gran parte del personal e historia del club de la USL.
El equipo jugó sus partidos de local en el Estadio Citrus Bowl, utilizando una reducción de capacidad similar a la que usa el Seattle Sounders FC de la MLS con el CenturyLink Field. Los colores del equipo son rojo, púrpura, dorado y blanco. Su último entrenador en 2014 fue Adrian Heath.

## Historia

### Formación
Fue fundado el 25 de octubre del año 2010 luego de que Phil Rawlins trasladara al Austin Astex a la ciudad de Orlando con el fin de que el equipo pasara a la Major League Soccer en un plazo de 3 a 5 años con el fin de realizar partidos internacionales en la ciudad y el 23 de enero del 2013 firmó un convenio de afiliación con el Sporting Kansas City.

### Traslado a la MLS
En el 2015 iniciaron sus labores en la Major League Soccer con la franquicia del Orlando City SC y la franquicia de la USL Pro como sede en Louisville.
En el 2011 se pensó en expandir la liga y como una de las opciones fijaron a la ciudad de Orlando debido a su demografía, apoyo local y comercial, mercadeo y la afición de la ciudad al fútbol. El 10 de noviembre se iba a determinar a la ciudad de Orlando como la 20.ª franquicia de la Major League Soccer en el 2013, pero luego de una serie de decisiones se eligió al New York FC.
El 1 de marzo del 2012 se garantizó que el Orlando City SC tendría una franquicia en la MLS y el 31 de agosto se determinó que el club jugaría en la MLS en la temporada 2014 o 2015, aunque los dueños seguían trabajando en la Major League Soccer.
El 19 de noviembre del 2013 se anunció que el Orlando City SC fue aceptado en la MLS como un equipo de expansión para la temporada 2015, incluyendo al jugador brasileño Kaká en la planilla para su temporada inaugural. Será el primer equipo del estado de la Florida en jugar en la Mayor League Soccer desde que el Miami Fusion FC y el Tampa Bay Mutiny lo hicieran por última vez en la temporada 2001, cuando ambos clubes desaparecieron.
La licencia del club en la USL Pro la adquirió el dueño minoritario Wayne Estopinal en junio del 2014 y trasladó al club a la ciudad de Louisville en Kentucky para la temporada 2015 y la renombró Louisville City FC.

## Palmarés
- USL Pro: 2

2011, 2013

## Rivalidades
La principal rivalidad del club es con el Tampa Bay Rowdies en el llamado I-4 Derby, y la serie histórica la lidera el Orlando City.

## Estadios
- Florida Citrus Bowl Stadium; Orlando, Florida (2011–2013)
- ESPN Wide World of Sports Complex; Lake Buena Vista, Florida (2014)[2][15]

## Temporadas
| Temporada | División | Liga    | Temporada Regular | Playoffs         | U.S. Open Cup    | Asistencia (Temporada Regular) | Asistencia (playoffs) |
| --------- | -------- | ------- | ----------------- | ---------------- | ---------------- | ------------------------------ | --------------------- |
| 2011      | 3        | USL PRO | 1º                | Campeón          | 3.ª Ronda        | 5,265                          | 9,043                 |
| 2012      | 3        | USL PRO | 1º                | SemiFinales      | 3.ª Ronda        | 6,606                          | 7,887                 |
| 2013      | 3        | USL PRO | 2º                | Campeón          | Cuartos de final | 8,053                          | 12,761                |
| 2014      | 3        | USL PRO | 1º                | Cuartos de final | 4.ª Ronda        | 4,743                          | 4,855                 |

## Entrenadores
- Adrian Heath (2011–14)

## Jugadores

### Jugadores destacados
| - Yordany Álvarez - Jean Alexandre - Devorn Jorsling - Dom Dwyer | - Lewis Neal - John Rooney - Lawrence Olum - Matt Luzunaris | - Mechack Jérôme - C. J. Sapong - Yann Songo'o |